# Puebla de San Medel
Puebla de San Medel è un comune spagnolo di 54 abitanti situato nella comunità autonoma di Castiglia e León.